# Gulf Gate Estates
Gulf Gate Estates – jednostka osadnicza w Stanach Zjednoczonych, w stanie Floryda, w hrabstwie Sarasota.